# Затаившийся
«Затаившийся» (англ. Crawlspace) — триллер режиссёра Дэвида Шмёллера, снятый в 1986 году. Клаус Кински в очередной раз играет здесь маньяка.

## Сюжет
В прошлом сын нацистского преступника доктор Карл Гюнтер незаконно умерщвлял пациентов в своей клинике в Германии. После переезда из Германии в США он сменил modus operandi — теперь Карл респектабельный домовладелец, сдающий квартиры молодым девушкам, которых привлекает идеальный порядок в доме. Хозяин в свою очередь подсматривает за постоялицами, терроризирует их при помощи крыс и время от времени убивает девушек и их посетителей. Очередной жертвой должна стать студентка Лори Бэнкрофт, которая неожиданно узнаёт о тайне доктора. Однако на пути к спасению ей приходится преодолеть множество ловушек Гюнтера, который не останавливается даже перед имитацией собственной смерти.

## В ролях
- Клаус Кински — доктор Карл Гюнтер
- Талия Болсам — Лори Бэнкрофт
- Барбара Уиннери — Хэрриет Уоткинс
- Кэрол Френсис — Джессика Марлоу
- Тани Макклюр — Софи Фишер
- Сэлли Браун — Марта Уайт
- Джек Хеллер — Алфред Лэсайтер
- Дэвид Эбботт — Хэнк Питерсон
- Кеннет Роберт Шиппи — Джозеф Штайнер

## Цитаты из фильма
- «Я сам себе бог, сам себе судья, сам себе палач. Хайль Гюнтер!»